# Associació d'Estudis Fallers
L'Associació d’Estudis Fallers (ADEF) és una entitat constituïda el 22 de febrer de 1990 a València i que té com a objectius fundacionals: desenvolupar i prestigiar científicament els estudis fallers; i ajudar a reconstruir els maltrets ponts entre món faller i món acadèmic.

## Història
L’Associació d’Estudis Fallers originària estava formada per Antonio Ariño (qui presentà la primera tesi doctoral: “Fiesta y Sociedad en la Valencia contemporánea”, en gener de l’any 1990, elaborada des de les ciències socials), Enric Soler i Godes, Josep Joan Coll, Rafael Contreras Juesas, Josep Alcañiz, Josep Alarte, Vicent Borrego i Gil- Manuel Hernàndez i Martí.
En els seus primers anys, l’ADEF va haver de superar els obstacles que suposaven la incomprensió i el recel de bona part del món faller. Malgrat això, va ampliar-se amb la incorporació de persones no només de l’àmbit universitari, sinó també del món faller (estudiosos, artistes, col·leccionistes).
En un primer moment, les reunions foren a la seu del diari Levante, a la plaça de l'Ajuntament. Posteriorment es farien a l'Hotel Inglés i a la Societat El Micalet, sempre a València. El primer president fou Soler i Godes. A la seua mort en 1993, Gil-Manuel Hernàndez va encapçalar l'entitat. Posteriorment el substituiria el professor universitari Jesús Peris.
Al món institucional, l’Associació ha realitzat activitats amb el Consell Valencià de Cultura –com l'edició del llibre La festa de les Falles, en 1996- i fins i tot amb organismes fallers com les juntes locals de València, Alzira, Gandia i Xàtiva –també amb la de les Fogueres d’Alacant- i va ser encarregada per la Junta Central Fallera de la formació dels guies de turisme respecte de la festa.
En 2016 ADEF va ser reconeguda per la Unesco com a entitat consultora no governamental en matèria de patrimoni immaterial.

## Els estudis fallers
La terminologia “estudis fallers” va ser plantejada per primera volta el 1990 pel sociòleg Antonio Ariño, amb motiu de la coordinació de l’obra col·lectiva “Historia de las Fallas”, tres la qual proposà la constitució d’una “Associació d’Estudis Fallers” (Asociación de Estudios Falleros). Dintre aquesta disciplina, Ariño incloïa totes les investigacions científiques que estudiaven amb rigor les festes falleres.
Malgrat l'existència d’alguns estudis erudits des dels inicis del segle XIX–Lady Holland (1803) o Alexandre de Laborde (1809)- els estudis fallers fins al 1936 manquen d’un plantejament científic, basant-se sovint en els comentaris i opinions de les persones involucrades. El 1936, Rafael Gayano Lluch publicà a l’anuari del Centre de Cultura Valenciana l’article “La Festa de les Falles. Apunts per a un excel·lent estudi”. En la postguerra continuaren els estudis de caràcter costumista o etnogràfic, com el de J Galván (1942) sobre els artistes fallers, els del propi Gayano Lluch (1946 i 1953) sobre els ninots indultats i les comissions falleres, o l’Anuari faller de Soler i Godes (1953).
Una fita fonamental pels estudis fallers va ser la publicació el 1949 de l’obra de Francesc Almela i Vives Las fallas. Es tracta del primer estudi global de la festa y assenyala els que serien els temes principals dels posteriors estudis.
Una altra aportació que va marcar la trajectòria dels estudis fallers va ser la de Joan Fuster. Des de 1954 a 1967, Fuster havia publicat en premsa diversos articles. El 1967 en recollí vint i els publicà a un llibre, Combustible per a falles. L’obra s'estructura en tres parts temàtiques. Per una banda es tracten els aspectes sociològics de la festa. En una segona part, parla dels elements que la componen, com els propis cadafals, la música, les indumentàries, la gastronomia, la pirotècnia... La tercera part es dedica a la història de les falles, els seus orígens i la seua distribució geogràfica.
L’anomenada “Batalla de València” va suposar un doble problema pels estudis fallers. Tot i la importància que Fuster hi havia donat a les Falles, els altres intel·lectuals esquerrans varen optar generalment pel menyspreu o l’hostilitat cap a les festes falleres. D’altra banda, la major part del món faller va fer costat amb el blaverisme. Aleshores, les aportacions fusterianes no varen tenir un ressò ampli fins a l’aparició d’una nova generació.
Durant les dècades dels setanta i vuitanta del segle xx, la bibliografia sobre temes fallers torna a centrar-se en les descripcions costumistes, però la fi del franquisme també possibilita uns plantejaments més crítics. Alfons Cucó, amb el seu article "Apunts per a un estudi històric de les falles", publicat en Gorg en 1974, assenyala que a més d’estudiar l'evolució històrica de les falles, cal aprofitar les manifestacions de la festa –les imatges del cadafals, els llibrets, els cartells- com a font històrica. Cucó, com indica el propi nom de l’article, planteja una connexió des del treball de Gayano fins als estudis de Fuster.
Els periodistes Francisco Pérez Puche i Vicente Lladró publicaren el 1978 el llibre "Fallas en su tinta: 1939 – 1975", una història crítica de les falles del franquisme, acompanyada d’entrevistes als actors principals de les festes de l’època, on es mostren els mecanismes censors i de manipulació política implicats. Una altra aportació d’aquest període es la de Josep Vicent Marqués, dintre el seu llibre País Perplex (1979), on tot i el seu plantejament crític considera les falles com un fenomen cultural essencial per a comprendre la societat valenciana.
El món faller dels vuitanta va estar instrumentalitzat pel regionalisme dretà. La universitat no recolzava els estudis sobre el tema. Tot i això hi aparegueren alguns estudis pioners, com els de Josep Joan Coll i Jaume Lloret sobre les falles de Gandia (1982 i 1985) o els de S. Andrés i Pascual sobre les d’Alzira (1989). D’altra banda, la falla Na Jordana va publicar amb motiu del seu centenari (1984) un llibre sobre la seua història que va servir de model per a altres comissions. Dintre d’esta comissió de Na Jordana es troba la figura de Vicent Borrego, qui va continuar editant llibres sobre història de les falles.
A la universitat dels darrers anys vuitanta es presenten tesis que formaran la base dels estudis fallers. En 1987 Rafael Contreras Juesas defensa a la Universitat Politècnica de València la seua sobre els cartells de falles. J. Porras defensa una altra amb un estudi psicoanalític de la festa (1988) y el mateix any Hernàndez i Martí una més sobre la història de les falles de la postguerra. Finalment en gener de 1990, Antonio Ariño presenta la tesi "Fiesta y sociedad en la Valencia contemporánea", primera dins d'un facultat de Sociologia. Gairebé al mateix temps, Ariño rebia (1989) l'encàrrec de Levante-EMV de publicar una "Historia de las Fallas", feta amb la col·laboració d'especialistes de diverses disciplines. Així s'hi troben contribucions d'autors que ja havien tracta la temàtica -Ariño, Soler i Godes, Hernàndez i Martí, Coll, Blasco, Contreras Juesas o Borrego- junt a antropòlegs com Ricard Sanmartín Arce o Josepa Cucó, el sociòleg Torcuato Pérez de Guzmán, el documentalista José Alcañiz, el filòleg Emili Casanova, l'escriptor Josep Alarte o els historiadors Josep Martínez Rondán, Ramir Reig, Fernando Díez i Rosa Cañada.
Es de l'equip d'aquesta obra d'on eixiran els membres fundacionals de l'Associació d'Estudis Fallers.

## Aportacions de l’associació
Amb el naixement d’aquesta associació els estudis sobre la festa valenciana donaren un salt qualitatiu. A l’associació varen incorporar-se nous membres que ja estaven investigant la festa, tal és el cas de Lluís Mesa (qui investigava les falles durant la transició), o de Josep Lluís Marín (qui treballava la dimensió lingüística de la festa).
L’associació també portava a terme investigacions de la festa de les comarques valencianes.
D’aquesta manera, arrel del naixement de la institució sorgiren no només un gran nombre de publicacions i estudis acadèmics al voltant de la festa fallera, sinó inclús revistes como ara Af-Artfa (desapareguda l’any 1997), molt relacionada amb l'entorn del Gremi d’Artistes Falleres, i dirigida per Manuel Sanchis.
Un moment important fou l’aparició l’any 1994 de la Revista d’Estudis Fallers (REF), amb l’objectiu de accelerar el doble objectiu fundacional d’ADEF.
L’associació ha signat convenis de col·laboració amb la Universitat de València (a través del Departament de Sociologia i Antropologia Social), i l'Ajuntament de València.
L’associació també a col·laborat amb altres institucions per a la realització d’exposicions divulgatives de la historia de les falles i del món faller en general. Cal destacar en aquest àmbit “Falles i Arts:40 anys transitant per la frontera”, muntada l’any 2008 amb la col·laboració de la Universitat Politècnica de València; i “125 Aniversari de la Falla Plaça Na Jordana”, muntada l’any 2009, amb la col·laboració de la comissió de l'esmentada falla i el Museu Valencià d’Etnologia.